# Mia Yim
Stephanie Hym Lee (nascida Bell; nascida em 16 de abril de 1989), mais conhecida pelo nome de ringue Mia Yim, é uma lutadora profissional americana atualmente contratada pela WWE, onde atua na marca SmackDown sob o nome de ringue Michin. Ela também é conhecida por seu tempo no Impact Wrestling, onde foi Campeã Knockouts da Impact.
Durante sua carreira, Yim se apresentou para a WWE (onde foi brevemente conhecida como Reckoning como parte da facção Retribution) Impact Wrestling, Combat Zone Wrestling (CZW), Shine Wrestling e Shimmer Women Athletes. Em Shine, ela conquistou o Campeonato da Shine e o Campeonato de Duplas da Shine (com Leva Bates). Além disso, ela lutou no Japão pela Reina Joshi Puroresu.

## Início de vida
Stephanie Hym Bell nasceu em 16 de abril de 1989 em Los Angeles, Califórnia. Seu pai é afro-americano e sua mãe é coreana. Bell jogou vôlei na Escola Secundária James Madison em Washington, DC subúrbio de Vienna, Virginia. Ela então frequentou a Universidade de Marymount com uma bolsa de vôlei, onde estudou tecnologia da informação. Jogou vôlei até seu último ano.

## Carreira na luta livre profissional

### Início de carreira
Fã de wrestling profissional desde a infância, Bell começou a treinar em uma escola de wrestling em Manassas, Virgínia, aos 18 anos, enquanto cursava a faculdade. Ela treinou por dezoito meses antes de fazer sua estreia em 22 de agosto de 2009, adotando o nome de ringue Mia Yim, e inicialmente trabalhando principalmente para promoções independentes na Virgínia. Depois de aceitar reservas fora da Virgínia, ela lutou pela Jersey All Pro Wrestling (JAPW), enfrentando lutadores como Annie Social, Angeldust e Brittany Force. Durante esse tempo, ela conheceu Daizee Haze, por meio de quem começou a treinar na Ring of Honor (ROH) Wrestling Academy e a trabalhar para a ROH. Na ROH, ela desempenhou funções de manobrista para a The Embassy, começando em 2011. Yim também lutou esporadicamente pela ROH, enfrentando MsChif e Sara Del Rey. Além disso, trabalhou para o International Wrestling Cartel, Real Championship Wrestling, Northeast Wrestling e Maryland Championship Wrestling (MCW) durante seus primeiros anos no wrestling.
Depois de se formar na faculdade, Yim recebeu um convite para treinar e lutar no Japão com o Universal Woman's Pro Wrestling Reina em 2011. Através do relacionamento de Reina com o Consejo Mundial de Lucha Libre, Yim também aprendeu a lucha libre mexicana.

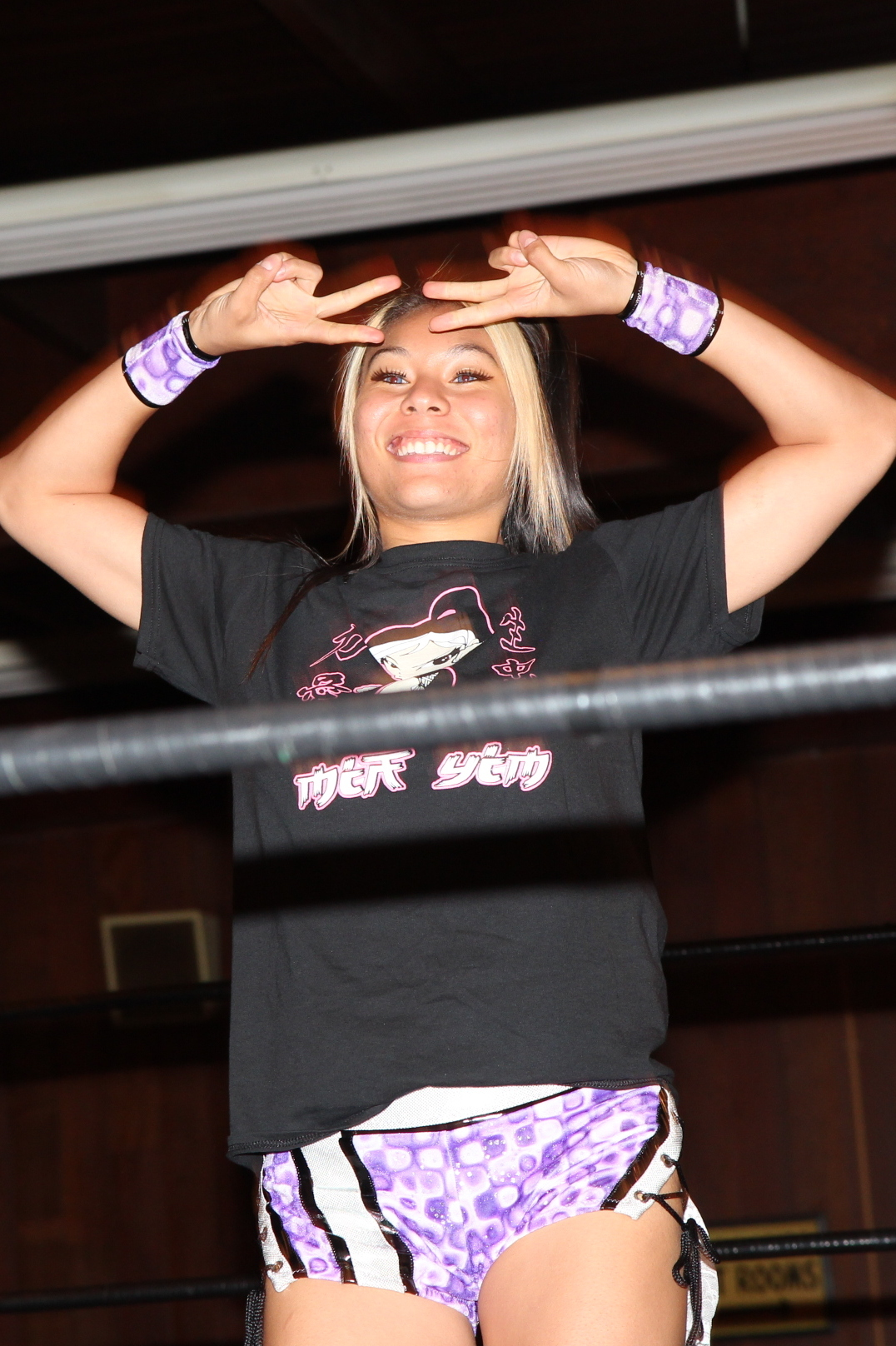
Yim em abril de 2013

### Combat Zone Wrestling (2010–2012)
Depois de treinar com D. J. Hyde na escola de treinamento Combat Zone Wrestling (CZW), Yim começou a trabalhar para a CZW como gerente de Adam Cole. Estreando no Cage of Death II em dezembro de 2010, os dois foram apresentados como um casal de enredo, e Yim interferiu regularmente nas lutas de Cole para ajudá-lo a vencer. Depois de ajudar Cole a obter uma vitória sobre Greg Excellent no Down With The Sickness 2011 em setembro, Excellent começou uma rivalidade com a dupla. Como parte do enredo, Yim enfrentou Excellent em uma luta intergênero no Night Of Infamy 10: Ultimatum em novembro. Depois de perder uma revanche em janeiro de 2012, Yim desafiou Excellent para uma partida Tables, Ladders, and Chairs no Aerial Assault 2012, que Yim venceu, para encerrar a rivalidade. Fez apenas mais duas aparições pela CZW naquele ano antes de deixar a promoção.

### Shine Wrestling (2012–2015)

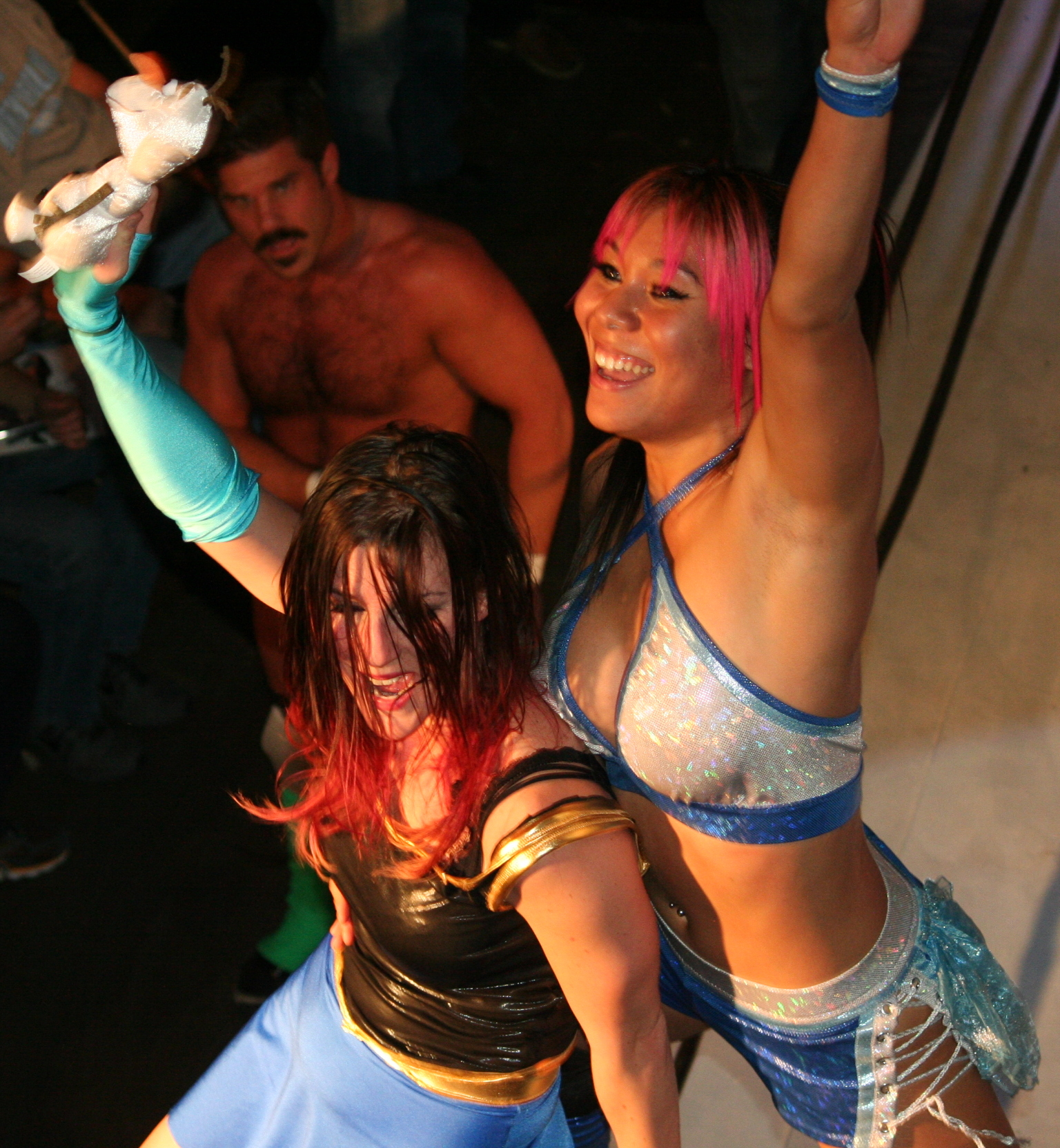
"The Lucha Sisters" Mia Yim (costas) e Leva Bates (frente) em novembro de 2014

Yim estreou no Shine Wrestling em seu segundo show em agosto de 2012, derrotando Sassy Stephie. Ao longo de 2012 e 2013, ela enfrentou lutadoras como Jessicka Havok e Tina San Antonio, antes de entrar no torneio para determinar a primeira Campeã da Shine. Ela derrotou Mercedes Martinez no Shine 10 em maio de 2013, e no Shine 11, ela derrotou Leva Bates e Ivelisse Vélez a caminho da final, onde perdeu para Rain. Como parte de Shine, ela também apareceu para Evolve, enfrentando Vélez e Su Yung em combates vitrine.
Em 28 de fevereiro de 2014, no Shine 17, Yim se juntou a Leva Bates durante o torneio Campeonato de Duplas da Shine, formando a The Lucha Sisters. Eles derrotaram as equipes de Cherry Bomb e Kimber Lee, e Sassy Stephie e Jessie Belle Smothers a caminho da final, onde derrotaram Made In Sin (Allysin Kay e Taylor Made) para se tornarem as primeiras Campeãs de Duplas da Shine. Elas defenderam com sucesso o campeonato contra Nevaeh e Sassy Stephie, e contra a equipe de Evie e Madison Eagles no Shine 18, mas perderam para Legendary (Malia Hosaka e Brandi Wine) no Shine 20 em 27 de junho. As Lucha Sisters não conseguiram recuperar o título em uma revanche em agosto no Shine 21.
Em 16 de novembro de 2014, durante a turnê WWNLive na China, Yim derrotou Ivelisse Vélez para ganhar o Campeonato da Shine, tornando-a a primeira mulher a ter conquistado o Campeonato da Shine e o Campeonato de Duplas da Shine. No Shine 26 em 3 de abril de 2015, Yim perdeu o campeonato para a Campeã Mundial Feminina da NWA Santana Garrett em uma luta título contra título.
No Shine 28, Yim foi derrotada por Allysin Kay, e começou a mostrar sinais de uma reviravolta quando culpou Leva Bates pela derrota. Yim se tornou uma vilã no Shine 31 em 11 de dezembro de 2015, quando atacou Leva Bates depois que a dupla perdeu para Marti Belle e Jayme Jameson em uma luta pelo vago Campeonato de Duplas da Shine.

### Shimmer Women Athletes (2013)

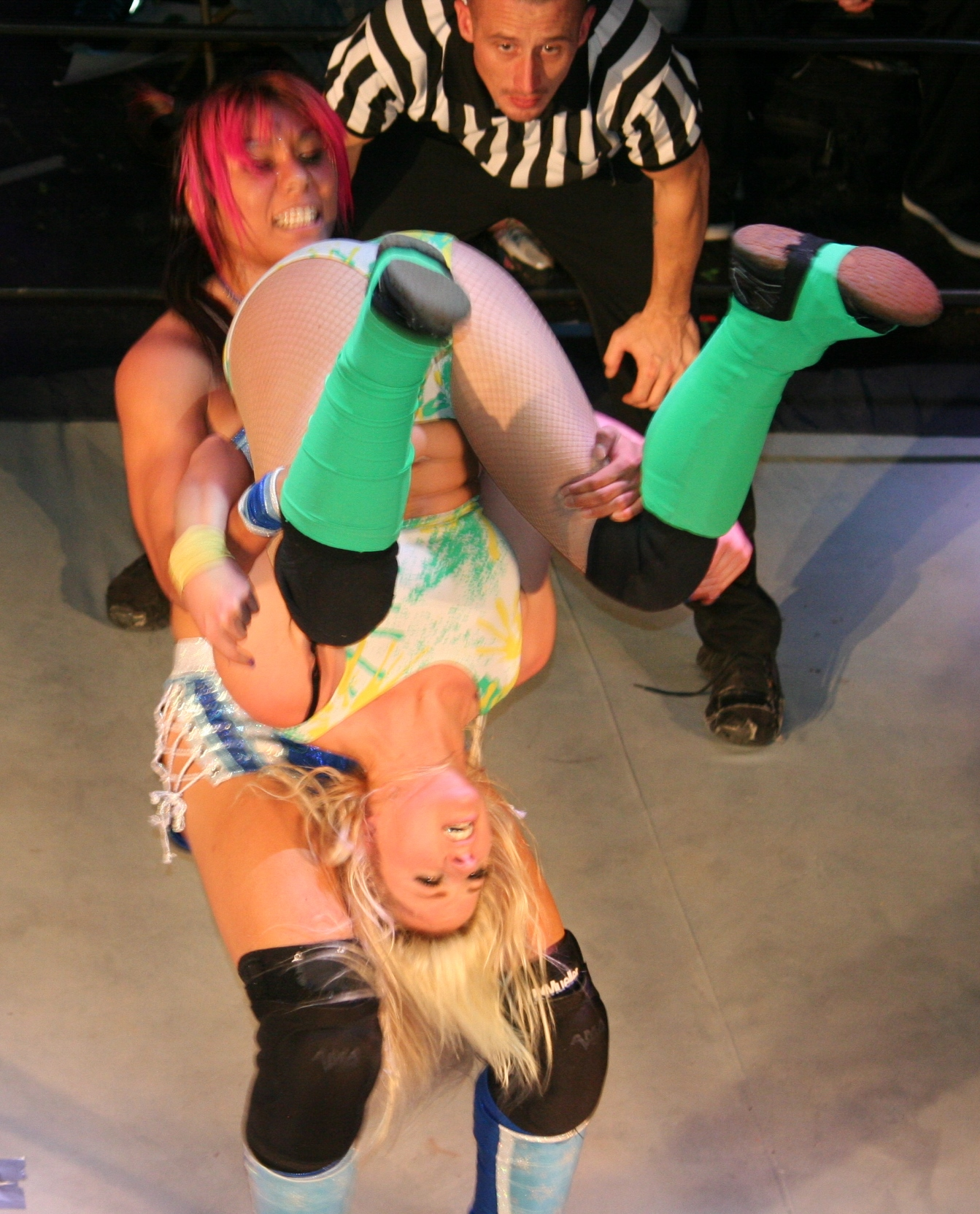
Mia Yim realizando um package piledriver em Candice LeRae em novembro de 2014

Yim fez sua estreia pelo Shimmer Women Athletes em 6 de abril de 2013, no Volume 53, com uma derrota para Amazing Kong. Ela conquistou sua primeira vitória no Volume 56 no final daquele mês contra Evie, antes de uma série de derrotas para Jessicka Havok, Hikaru Shida e Madison Eagles. Após vitórias sobre Melanie Cruise, Angie Skye e Hikaru Shida, Yim desafiou sem sucesso a Cheerleader Melissa pelo Campeonato da Shimmer no Volume 65 em abril de 2014. Yim terminou 2014 enfrentando lutadores como Ray, Akino e Tsukasa Fujimoto.

### Full Impact Pro (2013)
Em abril de 2013, Yim estreou na Full Impact Pro, derrotando Larry Dallas em uma luta intergênero. Em agosto, Yim e Dos Ben Dejos (Jay Rios e Eddie Cruz) derrotaram Dallas e The Now (Vik Dalishus e Hale Collins) em uma luta Tables, Ladders, and Chairs quando Yim derrotou Dallas. Yim passou os meses seguintes gerenciando Dos Ben Dejos, junto com Leva Bates, enquanto também lutava em lutas de demonstração do Shine contra Jessicka Havok e Ivelisse Vélez. Em junho de 2014, The Lucha Sisters defendeu com sucesso o Campeonato de Duplas da Shine contra Vélez e Candice LeRae em um evento FIP. Em janeiro de 2015, Yim perdeu para Santana em uma luta showcase do Shine.

### Total Nonstop Action Wrestling / Impact Wrestling
Yim lutou uma dark match pela Total Nonstop Action Wrestling (TNA) em meados de 2010, enquanto estava de férias na Flórida com sua família. Em março de 2013, Yim competiu no pay-per-view Knockouts Knockdown da TNA, onde foi derrotada por Tara. Ela voltou à promoção em maio de 2014 para Knockouts Knockdown 2, onde derrotou Brittany para se qualificar para a luta gauntlet mais tarde naquela noite, na qual foi eliminada por Taryn Terrell. Yim fez uma terceira aparição em 2015 no Knockouts Knockdown 3, perdendo para Brooke.

#### The Dollhouse (2015–2016)
Em abril de 2015, a TNA começou a exibir vinhetas promovendo a estreia de The Dollhouse (Yim e Marti Bell), na qual o nome do ringue de Yim foi alterado para Jade. Jade e Bell estrearam na edição TKO: Night of Knockouts do Impact Wrestling em 24 de abril, onde Jade perdeu para Laura Dennis por desqualificação depois que as duas atacaram o árbitro Brian Stiffler e também a locutora Christy Hemme, estabelecendo-se como heels no processo. Mais tarde naquela noite, Jade e Marti ajudaram Taryn Terrell a reter seu Campeonato Knockout Feminino da TNA contra Awesome Kong, com Terrell se juntando à The Dollhouse no processo. The Dollhouse lutou sua primeira luta como um time no episódio de 8 de maio do Impact Wrestling, onde derrotaram Awesome Kong e Gail Kim em uma partida de handicap 3 contra 2. Jade e Bell interferiam regularmente nas lutas do campeonato de Terrell e garantiam a vitória para ela. No Slammiversary XIII, The Dollhouse perdeu para Awesome Kong e Brooke em outra partida de handicap 3 contra 2. No episódio de 15 de julho do Impact Wrestling, Terrell perdeu o campeonato para Brooke, após Gail Kim retornar e atacar Jade, causando uma distração. No episódio especial Turning Point do Impact Wrestling em 19 de agosto, Jade e Bell competiram em uma luta 2 contra 1 com handicap de seis lados em uma jaula de aço contra Gail Kim, que Kim venceria.
No episódio de 23 de setembro do Impact Wrestling, Jade desafiou sem sucesso Gail Kim pelo Campeonato Knockout Feminino da TNA. Em 23 de fevereiro de 2016, durante o episódio especial Lockdown do Impact Wrestling, Jade marcou o pinfall sobre Kim em uma luta Lethal Lockdown de seis Knockout, como resultado, Jade recebeu outra chance pelo Campeonato Knockout Feminino da TNA de Kim, duas semanas depois, mas não conseguiu ganhar o título.

#### Campeã Knockouts da TNA (2016–2017)
Em 5 de abril, Jade derrotou Kim e Madison Rayne em uma luta three-way para vencer o Campeonato Knockout Feminino da TNA pela primeira vez. No mesmo dia, durante as gravações de Knockouts Knockdown 4, Jade derrotou Leva Bates e a luta gauntlet, eliminando por último Madison Rayne, para se tornar a nova "Rainha das Nocautes". Em sua primeira defesa de título, no episódio de 12 de abril do Impact Wrestling, Jade derrotou Madison Rayne para manter seu título.
No final de abril, Jade começou uma rivalidade com a Comissária Knockouts Maria, que a levou à primeira virada desde que assinou com a empresa. Poucas semanas depois, foi atacada pela estreante Sienna depois que ela se recusou a deitar por Maria. No episódio de 10 de maio do Impact Wrestling, Jade defendeu com sucesso seu título contra Kim por DQ depois que Sienna as atacou. Jade foi escalada para enfrentar a guarda-costas de Maria, Sienna, no Slammiversary com o título em jogo. No episódio de 31 de maio do Impact Wrestling, Jade se juntou a sua ex-rival Kim para derrotar Sienna e Allie em uma luta de duplas. No Slammiversary, Jade perderia o Campeonato Knockouts para Sienna depois que Marti Bell acertou Jade nas costas com um bastão em uma luta de ameaça tripla que também contou com Kim, encerrando seu reinado em 87 dias.
Em 25 de agosto de 2016, no Turning Point, Jade competiu em uma luta Five–way contra a campeã Sienna, Marti Bell, Madison Rayne e Allie pelo Campeonato Knockout Feminino da TNA, que foi vencido por Allie. No Bound for Glory, Jade derrotou Sienna. No episódio de 2 de dezembro do Impact Wrestling, Jade perdeu para Rosemary em uma luta "Six Sides of Steel" pelo vago Campeonato Knockout da TNA. Em meados de janeiro de 2017, a rivalidade entre Rosemary e Jade ressurgiu e isso levou a uma partida de bola do Monster, onde Rosemary derrotou Jade para manter seu campeonato. Jade recebeu uma revanche contra Rosemary no episódio de 2 de março do Impact Wrestling, em uma luta Last Knockout Standing, que ela perdeu. Esta foi a última partida de Jade na TNA, e foi anunciado oficialmente no início da semana que ela não assinou um novo contrato e confirmou sua saída da empresa.

### WWE (2018–2021)
Em 2014 e 2015, Yim apareceu na WWE várias vezes como um dos botões de rosa de Adam Rose. Ela também trabalhou como talento de aprimoramento para o território de desenvolvimento da WWE NXT nas gravações de televisão de outubro de 2014, perdendo para Charlotte.

#### NXT (2018–2020)
Em 13 de julho de 2017, Yim retornou à WWE ao entrar no torneio Mae Young Classic, derrotando Sarah Logan em sua primeira rodada. No dia seguinte, Yim foi eliminada do torneio na segunda rodada por Shayna Baszler. Em 9 de agosto de 2018, Yim mais uma vez retornou à WWE ao entrar no torneio Mae Young Classic pela segunda vez, derrotando Allysin Kay na primeira rodada e o retorno de Kaitlyn na segunda antes de perder para Toni Storm nas quartas de final.
Graças à sua apresentação no Mae Young Classic, em 24 de setembro, foi confirmado que Yim havia assinado um contrato com a WWE e começaria a trabalhar no NXT. Apenas um mês depois, no episódio de 24 de outubro do NXT, Yim fez sua estreia no ringue como parte da marca, derrotando Aliyah, estabelecendo-se assim como face. Em novembro, após uma briga nos bastidores entre as duas, Yim enfrentou Bianca Belair, que daria sua primeira derrota e isso também desencadearia uma rivalidade entre as duas. Yim foi capaz de se recuperar da derrota e derrotar Reina Gonzalez para ganhar uma vaga para uma próxima luta fatal four-way para determinar a desafiante número pelo Campeonato Feminino do NXT, no entanto, a partida foi vencida por Belair. Logo após o fim da seqüência invicta de Belair, Yim foi capaz de derrotá-la em duas partidas diferentes para encerrar sua rivalidade.
Em 10 de agosto no NXT TakeOver: Toronto, Yim perdeu para Shayna Baszler em uma luta pelo Campeonato Feminino do NXT. Em novembro, Yim fez sua estreia no roster principal como parte do talento do NXT que foi colocado em um angle de invasão com Raw e SmackDown como parte do pay-per-view Survivor Series. Yim foi escolhida por Rhea Ripley para se juntar a sua equipe para a primeira partida feminina dos WarGames contra a equipe de Shayna Baszler. Em 23 de novembro no NXT TakeOver: WarGames, pouco antes da partida acontecer, Yim foi atacada nos bastidores e incapaz de competir na luta feminina dos WarGames. No entanto, Yim foi substituída por Dakota Kai no Time Ripley, que eventualmente se voltou contra o Time Ripley e atacou Tegan Nox. 11 dias depois, no episódio de 4 de dezembro do NXT, Yim revelou que Kai a atacou nos bastidores e isso levou a uma luta rancorosa na semana seguinte, que Yim perdeu. Em 7 de junho de 2020, no TakeOver: In Your House, Yim se juntou a Nox e Shotzi Blackheart contra e derrotou Kai, Raquel Gonzalez e Candice LeRae em uma luta de duplas de seis mulheres.

#### Retribution (2020–2021)
Na edição de 21 de setembro de 2020 do Raw, várias semanas após sua última aparição no NXT, Mia Yim deu meia-volta em sua estreia no plantel principal, revelando-se como membro do grupo vilão Retribution sob o nome de ringue Reckoning. Yim fez sua estreia no ringue em 30 de novembro de 2020 no Raw, em uma derrota contra Dana Brooke. Ao longo de fevereiro e março, a tensão aumentou entre o grupo, já que o líder do grupo, Mustafa Ali, repreendia publicamente o resto do grupo sempre que perdia uma partida. Isso culminou em Fastlane, quando Reckoning abandonou Ali junto com Slapjack, enquanto Mace e T-Bar deram a Ali um chokeslam duplo, efetivamente dissolvendo o grupo.] Dois meses depois, Yim foi designado para a marca SmackDown. Em julho, Yim foi negociada de volta para a marca Raw em troca de Naomi. Como parte do Draft de 2021, o personagem Reckoning foi silenciosamente abandonado quando Yim foi oficialmente convocado para a marca Raw. Em 4 de novembro de 2021, Yim foi dispensada de seu contrato com a WWE sem nunca mais reaparecer na televisão.

### Retorno à Impact Wrestling (2022)
No Under Siege, em 7 de maio de 2022, Bell, usando o nome Mia Yim em vez de Jade, fez seu retorno à TNA (agora conhecida como Impact Wrestling), salvando Taya Valkyrie de um ataque de Deonna Purrazzo. No episódio de 19 de maio do Impact!, Yim fez sua primeira luta no Impact em cinco anos, onde ao lado de Jordynne Grace e Valkyrie derrotou a equipe de Purrazzo, Savannah Evans e a Campeã Mundial Knockouts Tasha Steelz. Em 19 de junho no Slammiversary, ela competiu na luta inaugural Queen of the Mountain pelo Campeonato Mundial de Knockouts, que foi vencida por Grace. Em 1º de julho no Against All Odds, Yim se juntou a Mickie James e lutou contra Purrazzo e Chelsea Green em uma derrota. Em 12 de agosto no Emergence, Yim desafiou Grace pelo Campeonato Mundial de Knockouts, mas não conseguiu ganhar o título. Em 23 de setembro no Victory Road, Yim competiu em um Intergender Triple Threat Revolver para determinar o desafiante número um pelo Campeonato da Divisão X, eliminando Laredo Kid e Alex Zayne, mas foi eliminado por Kenny King. Foi derrotada por Mickie James no Bound for Glory e, três dias depois, deixou a empresa. No episódio de 20 de outubro do Impact!, Yim lutou sua última luta pela empresa ao enfrentar Taylor Wilde em uma derrota.

### Retorno à WWE (2022–presente)
No episódio do Raw de 7 de novembro de 2022, Yim voltou à WWE coma face, atacando Rhea Ripley do Judgment Day e se alinhando com The O.C.. Seu nome de ringue foi brevemente mudado para Michin, antes de ser rapidamente alterado para ter "Michin" como um apelido ao invés de seu nome de ringue completo.

## Vida pessoal
Em 11 de fevereiro de 2021, Bell ficou noiva de outro lutador profissional Keith Lee. O casal se casou em 5 de fevereiro de 2022.

## Reconhecimento
Foi reconhecida como uma das 100 mulheres da BBC em 2016.

## Outras mídias
Como Mia Yim, ela fez sua estreia em um videogame como personagem jogável em WWE 2K20. Ela também aparece em WWE 2K22 como Mia Yim e Reckoning.
Ela transmite no Twitch sob o nome de "OfficialMiaYim".

### Filmografia
| Ano  | Título         | Papel                 | Notas |
| ---- | -------------- | --------------------- | ----- |
| 2020 | The Main Event | Luzes apagadas Leslie |       |

## Campeonatos e conquistas
- BBC
  - 100 Mulheres (2016)[96][100]
- Big Time Wrestling
  - Campeonato Feminino da BTW (1 vez)[101]
- DDT Pro-Wrestling
  - Campeonato dos Pesos Pesados Ironman (1 vez)
- Florida Underground Wrestling
  - Campeonato Feminino NWA FUW (1 vez, inaugural)
- Pro Wrestling Illustrated
  - Classificada em 6º lugar entre as 50 melhores lutadoras no PWI Female 50 em 2016
- Shine Wrestling
  - Campeonato da Shine (1 vez)
  - Campeonato de Duplas da Shine (1 vez) – com Leva Bates
  - Torneio pelo título de Duplas da Shine (2014)
- Tidal Championship Wrestling
  - TCW Women's Championship (1 time)
- Total Nonstop Action Wrestling
  - TNA Knockouts Championship (1 time)
  - Queen of the Knockouts (2016)
  - TNA World Cup (2016) – with Jeff Hardy, Eddie Edwards, Jessie Godderz, and Robbie E
- Southside Wrestling
  - Queen of Southside Championship (1 time)
- WrestleCrap
  - Prêmio Gooker (2020) – como parte do Retribution